# Куцая Бердянка
Куцая Бердянка (укр. Куца Бердянка) — река, расположенная на территории Бердянского района и Бердянского горсовета (Запорожская область, Украина), впадает в Бердянский залив Азовского моря. Длина 28,8 км.

## География
Долина не глубокая. Русло слаборазвитое, в нижнем течении среднеизвилистое. Берега с тростниковой растительностью. На реке сооружено несколько прудов.
Берёт начало восточнее села Новотроицкое. Впадает в Бердянский залив Азовского моря в селе Азовское.
Приустьевой участок примыкает к акватории, что входит в Приазовский национальный природный парк (хозяйственная зона).